# フェアポート・コンヴェンション
フェアポート・コンヴェンション（Fairport Convention）は、イングランドのフォークロック・バンド。
1969年発表のアルバム『リージ・アンド・リーフ』は、ロックの分野で民謡、古謡（トラッドバラッド）を電気楽器を用い現代的に解釈した作品で、ボブ・ディラン以降のフォークロックに一石を投じ、これ以降イギリスを代表するフォークロック・バンドとして認知され、世代や分野を越え多くのミュージシャンに影響を与えた。
代表曲は「ミート・オン・ザ・レッジ（en）」、古謡の「マティ・グローヴス（en）」など。
元メンバーのリチャード・トンプソンが「ローリング・ストーンの選ぶ歴史上最も偉大な100人のギタリスト」において、2003年は第19位、2011年の改訂版では第69位に選ばれている。

## 概要
バンドは1967年にリチャード・トンプソン（ギター、ボーカル）、サイモン・ニコル（ギター、ボーカル）、アシュリー・ハッチングス（ベースギター）、ショーン・フレイター（ドラムス、パーカッション）によって結成されたが、最初のギグの後、フレイターはマーティン・ランブルと交代した。彼らはアメリカのフォークロックやシンガー・ソングライターの影響を強く受けてスタートし、ボブ・ディランやジョニ・ミッチェルの曲を中心としたセットリストとそのサウンドで「イギリスのジェファーソン・エアプレイン」と呼ばれるようになった。1968年のセルフ・タイトルのデビュー・アルバムのレコーディング前にボーカリストのジュディ・ダイブルとイアン・マシューズが加入したが、その後、ダイブルはサンディ・デニーと交代し、マシューズは3枚目のアルバムのレコーディング中に脱退した。
デニーは次の2枚のアルバム『ホワット・ウィー・ディド・オン・アワ・ホリデイズ』と『アンハーフブリッキング』（いずれも1969年）でグループをトラディショナルなイギリス音楽へと舵を切り始めた。後者ではフィドラーのデイヴ・"スウォーブ"・スウォーブリックをフィーチャーしており、特に「船乗りの生涯 (A Sailor's Life)」ではイギリスのトラディショナルな歌が初めてロックのビートと組み合わされたことでイギリスのフォークロックの基礎を築くこととなった。しかし、このアルバムのリリース直前にM1モーターウェイでの衝突事故により、ランブルとトンプソンの当時のガールフレンドであったジーニー・フランクリンが死亡した。この結果、グループはそれまでの楽曲から離れ、同年リリースされた記念すべきアルバム『リージ・アンド・リーフ』では完全にブリティッシュ・フォーク・ミュージックへと転向し、このスタイルがバンドの焦点となっている。このアルバムでは、スウォーブリックがドラムのデイヴ・マタックスとともにフルタイムで参加した。デニーとハッチングスは同年内に脱退し、後者はデイヴ・ペッグ（Dave Pegg）が後任となり、彼は今日までグループ唯一の一貫したメンバーであり続けている。トンプソンは1970年代の『フル・ハウス』のレコーディング後にバンドから離れた。
1970年代にはスウォーブリックとペッグを中心に何度もメンバーの変更が行われ、ニコルは1970年代半ばまで不在だったが、フォーク・ミュージックが主流から外れたことで運気は低下していった。1972年からグループのギタリストを務めていたトレヴァー・ルーカスのパートナーであったデニーは1975年にポップス志向のアルバム『ライジング・フォー・ザ・ムーン』で復帰し、アメリカでのブレイクを目指したが、この努力は失敗に終わり、デニーとルーカスが脱退後に3枚のアルバムを続けてリリースした後、1979年にグループは解散した。1976年から小規模なコンサートを行っていたオックスフォードシャー州クロップレディ村でお別れコンサートを行い、これがクロップレディ・フェスティバル（2005年からはフェアポート・クロップレディ・コンヴェンションとして知られる）の始まりとなり、年間2万人が参加するイギリス最大のフォーク・フェスティバルとなった。バンドは1985年にニコル、ペッグ、マタックスによって再結成され、マーティン・オールコック（ギター、ボーカル）とリック・サンダース（フィドル、キーボード）が加わり、その後も活動を続けている。1996年にオールコックがクリス・レスリーに、1998年にマタックスがジェリー・コンウェイに交代したが、このメンバーはその後も変わらず、グループの歴史の中で最も長く続いている。 2017年にはデビュー50周年を記念してリリースされた28枚目のスタジオ・アルバム『50:50@50』をリリースし、毎年のようにクロップレディのヘッドライナーを務め続けている。
主流での成功はほとんどなく、トップ40入りを果たした唯一のシングルは『アンハーフブリッキング』から、ボブ・ディランの「If You Gotta Go, Go Now」をフランス語でカバーした「Si Tu Dois Partir」だったが、フェアポート・コンヴェンションはイギリスのフォーク・ロックやイギリスのフォーク全般に大きな影響力を持ち続けている。『リージ・アンド・リーフ』は2006年のBBC Radio 2 Folk Awardsで「史上最も影響力のあるフォークアルバム」に選ばれ、ベースラインにジグやリールを取り入れたペッグの演奏スタイルはフォークロックやフォーク・パンクのジャンルで多くの人に真似されている。さらに、多くの元メンバーは、フォザリンゲイ、スティーライ・スパン、アルビオン・バンドなど、このジャンルの他の有名なグループを結成したり参加したりしたが、その中でも特にトンプソンやデニーなどはソロ・キャリアでも注目されている。彼女は1978年に死去したが、今ではイギリスで最も優れた女性シンガー・ソングライターの一人とみなされており、フェアポートが『アンハーフブリッキング』に収録した「時の流れを誰が知る (Who Knows Where Time Goes?)」は彼女自身とバンドの代表曲となっている。

## 来歴

### 起源
ベーシストのアシュリー・ハッチングスは1966年にノース・ロンドンでギタリストのサイモン・ニコルと出会い、共にエスニック・シャッフル・オーケストラで演奏していた。彼らはニコルの父親の医院の上の階でリハーサルを行っていたが、その家はキンクスのレイとデイヴ・デイヴィスが育ったのと同じ通りであるマスウェル・ヒルのフォーティス・グリーンにある「フェアポート(Fairport)」と呼ばれる家だった。家の名は、1967年にリチャード・トンプソンがギター、ショーン・フレイターがドラムスを担当し、フェアポート・コンヴェンションとして結成されたグループの由来となった。1967年5月27日にゴルダーズ・グリーンのセント・マイケルズ・チャーチ・ホールで行われた初公演の後、ドラマーのマーティン・ランブルが「フレイターよりも良い仕事ができる」とバンドに確信させて交代し、これがその後に何度も行われることとなるメンバー変更の最初となった。すぐに女性シンガーのジュディ・ダイブルが加わり、それが当時のロンドンの数あるバンドの中でも独特のサウンドを生み出していった。

### 1967年-1969年: 最初の3枚のアルバム
フェアポート・コンヴェンションはすぐにUFO（クラブ）や、後にミドル・アース・クラブとなるエレクトリック・ガーデンなどのアンダーグラウンドな会場で定期的に演奏していた。わずか数ヶ月後、彼らはマネージャーのジョー・ボイドの目に留まり、ポリドール・レコードと契約を結んだ。ボイドはもう一人の男性ボーカリストを加えてメンバーを増やすことを提案した。シンガーのイアン・マシューズ（当時はイアン・マクドナルドとして知られていた）がバンドに加わり、1967年末にファースト・アルバム『フェアポート・コンヴェンション』がレコーディングされ、1968年6月にリリースされた。この初期の段階で、フェアポートはジョニ・ミッチェル、ボブ・ディラン、バーズなどの北米のフォークやフォークロックの歌手に素材やインスピレーションを求めていた。
「フェアポート・コンヴェンション」という名前と2人のリード・ボーカリストの起用により、多くの新規リスナーは彼らがアメリカのバンドであると信じ、この時期に「イギリスのジェファーソン・エアプレイン」というニックネームがつけられた。フェアポート・コンヴェンションは1968年の第1回ワイト島フェスティバルでジェファーソン・エアプレインと共に演奏した。
失望的なアルバム・セールスの後、バンドはアイランド・レコードと新たな契約を結んだ。次のレコーディングの前にジュディ・ダイブルが脱退し、ソロやストローブスでのレコーディング経験もあるフォーク・シンガーのサンディ・デニーがバンドに加わった。クライブ・ジェームスに「オープン・スペース、低音量、高強度」と評されたデニーの特徴的な歌声は、1969年にリリースされた2枚のアルバム、『ホワット・ウィー・ディド・オン・アワ・ホリデイズ』と『アンハーフブリッキング』の特徴の一つとなっている。これらのレコーディングは、バンドの音楽性と曲作りの能力の成長を示している。『ホワット・ウィー・ディド・オン・アワ・ホリデイズ』にはトンプソンが作曲した「Meet on the Ledge」が収録されており、この曲は2枚目のシングルとなり、最終的にはバンドの非公式なアンセムとなった。
『アンハーフブリッキング』のレコーディング中、マシューズは1曲だけ歌った後に脱退し、最終的にはマシューズ・サザン・コンフォートを結成した。マシューズの代わりは加入せず、他の男性メンバーが彼のボーカル・パートをカバーしていた。このアルバムにはバーミンガムのフォーク・フィドラー、デイヴ・スウォーブリックがゲスト出演し、デニーがフォーク・クラブ時代にバンドに持ち込んだ伝統的な曲「船乗りの生涯 (A Sailor's Life)」をレコーディングした。この曲のレコーディングはバンドにとって重要な転機となり、アシュリー・ハッチングスの伝統音楽への興味に火をつけ、彼はセシル・シャープ・ハウスにあるイングリッシュ・フォーク・ダンス・アンド・ソング・ソサエティの図書館で詳細な調査を行うことになり、このテーマ次のはるかに野心的なレコーディングプロジェクトの基礎となった。この2枚のアルバムはバンドの知名度を上げ始めた。ラジオDJのジョン・ピールは彼らの音楽を支持し、影響力のあるBBCの番組でアルバムを流した。ピールはまた、後にアルバム『ヘイデイ』（1987年）としてリリースされた多くのセッションを録音した。彼らはボブ・ディランの「If You Gotta Go, Go Now」をフランス語で歌った「Si Tu Dois Partir」でシングルチャートに参入し、メインストリームで成功を収めた。このレコードはトップ20入りを逃したが、当時イギリスで最も人気のあったテレビのポップ・ミュージック番組『トップ・オブ・ザ・ポップス』の出演枠を確保した。1969年、スコットランドのフォーク・アーティスト、アル・スチュワートのアルバム『ラブ・クロニクルズ』のバッキング・ミュージシャンとして、メンバー4人（クレジットなし1人、偽名3人）が参加した。

#### ブリティッシュ・フォークロックの発展
1969年5月12日、バーミンガムのクラブ、マザーズでのギグの帰り道、フェアポートのバンがM1モーターウェイでクラッシュした。この事故でわずか19歳のマーティン・ランブルとリチャード・トンプソンのガールフレンドだったジーニー・フランクリンが死亡した。バンドの残りのメンバーは様々な重軽傷を負った。 ハイド・パークで追悼コンサートが開かれ、ローリング・ストーンズ、キング・クリムゾンなどが参加した。事故の傷手は大きく解散が話し合われたが、ジョー・ボイドの助言、次作構想がまとまりつつあったことで活動続行を決め、オーディションでジュニア・アイ(en)に参加していたデイヴ・マタックスがドラムスを担当し、『アンハーフブリッキング』に参加していたデイヴ・スウォーブリックがフル・メンバーとして参加することで再結成された。ボイドはハンプシャー州ウィンチェスター近くのファーリー・チェンバレインの借家でバンドを立ち上げ、そこで療養しながらイギリスのフォーク・ミュージックをロックンロールに融合させることに取り組んだが、これが4枚目のアルバム『リージ・アンド・リーフ』を生み出すことになった。
通常、バンドの長いキャリアの頂点とされるアルバム『リージ・アンド・リーフ』は、コンセプトと音楽性の面で大きな飛躍を遂げた。このアルバムは、トラディショナルな6曲と、同様のスタイルのオリジナル作品3曲で構成されている。トラディショナルなトラックには、7分を超える長さの「タム・リン (Tam Lin)」と8分を超える長さの「マティ・グローヴス (Matty Groves)」の2つの持続的な叙事詩が含まれていた。トラディショナルな4曲のメドレーは、他の多くの曲と同様にスウォーブリックのエネルギッシュなフィドルの演奏によってアレンジされ、盛り上げられている。A面はオリジナル曲の「カム・オール・イェ (Come all ye)」と「フェアウェル・フェアウェル (Farewell、Farewell)」で囲まれるように構成されており、これに加えてハッチングスが研究してきたイギリスのフォークの伝統を解説した見開きカバーの内側の情報もあり、コンセプト・アルバムのようなアルバムに仕上がっている。「フェアウェル・フェアウェル」と最後のトラック「クレイジー・マン・マイケル (Crazy Man Michael)」では、バンドへの貢献とその後のソロキャリアを特徴づける、トンプソンの特徴的な作曲の才能の完全な現われを見ることができる。このアルバムの特徴的なサウンドは、エレクトリック・インストゥルメントの使用とマタックスの規律正しいドラミング、そしてスウォーブリックのフィドルの伴奏による、トラディショナルとロックとの驚くべきパワフルな組み合わせから生まれた。バンド全体の音楽性は新たなレベルに達しており、トンプソンの流れるようなギタープレイとデニーの「エーテルのような」ボーカルはこのアルバムのサウンドを特に特徴づけていた。オールミュージックのレビュアーがこのアルバムを評したように、このアルバムの特徴は「時代遅れのフォークとエレクトリック・インストゥルメントを融合させながら、両方を尊重している」ということにあった。
これまでにもストローブスやペンタングルなどのいくつかのイギリスのバンドが、イギリスの伝統的な曲を電気楽器で演奏するという実験を行っていたが、フェアポート・コンヴェンションはイギリスのバンドとしては初めて、協調性と集中力を持った方法でこれを行った。フェアポート・コンベンションの功績はフォーク・ロックを発明したことではなく、フォーク・ロックというジャンルの中に、アメリカの影響を受けた音楽と一緒に発展し、それと相互作用しながらも、フォーク・ロックに対抗する国民的な反応として明確に見られるような、イギリス的な分派を創り出したことである。 『リージ・アンド・リーフ』は1969年末にロンドンのロイヤル・フェスティバル・ホールで行われたソールド・アウト・コンサートで売り出された。そして、イギリスのアルバム・チャートでは17位を記録し、15週間チャートにとどまった。

### 1970年代：変化の時代

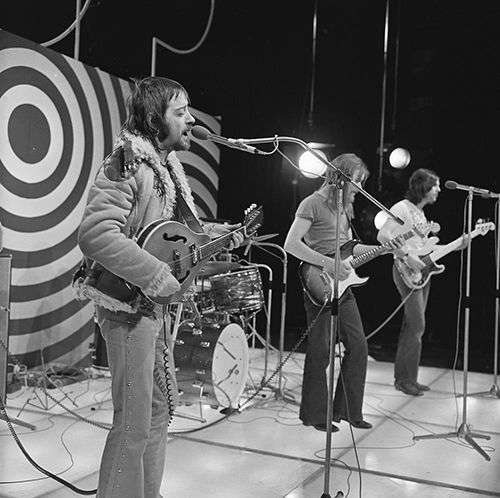
1972年、オランダのテレビ番組でのフェアポート・コンヴェンション

この成功をきっかけに、バンドの方向性について意見の相違が生じた。アシュリー・ハッチングスはより伝統的な楽曲を探求したいと考え、イギリスのフォーク・ロックの中でフェアポートに匹敵するスティーライ・スパンとアルビオン・バンドと言う2つのグループを結成するために脱退した。サンディ・デニーも自身のグループ、フォザリンゲイを設立するために脱退した。デイヴ・ペッグがベースを引き継ぎ、それ以来、40年以上に渡って途切れることのないメンバーシップで、グループの唯一の継続メンバーとなっている。バンドはデニーの後任について真剣な試みをせず、彼女は一時的に復帰したものの、バンドのサウンドは男性ボーカルによって特徴づけられるようになった。
このような変化にもかかわらず、バンドは別のアルバム『フル・ハウス』（1970年）を制作し、プロジェクトとしての成功は目覚しいものがあった。このアルバムは前作と同様に、「サー・パトリック・スペンス」の力強い演奏を含むトラディショナルな曲とオリジナル曲を組み合わせたものである。後者はトンプソンとスウォーブリックの作曲協力の恩恵を受けており、コンサートの人気曲となった'Walk Awhile'では特に顕著であった。デニーを失ったにもかかわらずバンドは4人のボーカリストを擁しており、その中にはニコルとスウォーブリックの新鮮なボーカルも含まれており、彼らのトーンがこの時期のサウンドを支配することになった。イギリスとアメリカでは好意的にレビューされ、『ローリング・ストーン』誌はザ・バンドと比較して「フェアポート・コンヴェンションはこれまで以上に素晴らしい」とレビューした。このアルバムは全英チャートで13位に達し、11週間チャートにとどまった。同年にシングル「Now Be Thankful」をリリースしてアメリカ・デビューを果たし、トラフィックやクロスビー、スティルス、ナッシュ&ヤングらとツアーを行った。
定期的なパターンで、アルバムのリリース後すぐにトンプソンは他のプロジェクト、そして最終的には自身のソロ・キャリアを追求するためにバンドを去った。これによってサイモン・ニコルが唯一のオリジナル・メンバーとなり、デイヴ・スウォーブリックがバンドを牽引する存在となった。1970年、メンバーとその家族はハートフォードシャーの元パブ、ザ・エンジェルに引っ越し、これが次のアルバム『エンジェル・デライト』（1971年）を制作するきっかけとなり、このアルバムはバンド初の全米チャート入りを果たし、ビルボード200で200位を記録した。次のプロジェクトはスウォーブリックが開発した野心的なフォーク・ロック・オペラで、「吊るせない男」と呼ばれたジョン'ババコム'リーの人生を題材にした『ババコム・リー』（1971年）である。当初は明確なトラックがなかったコンセプトフォーマットは、かなりのマスコミの関心を刺激し、米国ではよくエアプレイを得て195位に達した。メルヴィン・ブラッグによるナレーション付きのテレビ向けバージョンが1975年にBBCによって制作された。この2枚のアルバムはフェアポートが初めて同じメンバーで連続して録音したアルバムとしても注目されたが、必然的に安定は続かなかった。サイモン・ニコルは1971年末早々にアシュリー・ハッチングスのアルビオン・バンドに参加するために脱退し、すぐにマタックスが後を追った。
ペッグとスウォーブリックだけが残り、その後の数年間はメンバーの出入りが不明確だったため「フェアポートの混乱」と呼ばれたが、1973年にはマタックスが復帰し、デニーのオーストラリア人の夫ボーカルとギターにはトレヴァー・ルーカス、リード・ギターにはアメリカ人のジェリー・ドナヒューと言うサンディ・デニーのフォザリンゲイの元メンバー2人が加入した。これらのメンバーで、バンドは2枚のスタジオ・アルバムを制作した。タイトル・トラックにスウォーブリックが参加したことが注目される『ロージー』（1973年）と、バンドの9枚目のスタジオ・アルバムとなる『ナイン』（1974年）である。9曲のうちの5曲でルーカスが作曲を担当しており、ドナヒューのカントリーの影響とギターの火花のような素晴らしい演奏と相まって、このアルバムは独特の雰囲気を醸し出している。
デニーは1974年にバンドに復帰し、このメンバーには芸術的およびコマーシャルの両方でかなりの期待が寄せられた。デニーはアルバム『ライジング・フォー・ザ・ムーン』（1975年）に参加しており、このアルバムはビルボード200で143位を記録し、バンドの米国チャート最高位のアルバムとなり、イギリスでは『エンジェル・ディライト』以降での100位以内に入った初めてのアルバムとなり、52位に到達した。ライジングセッションの間、マタックスはプロデューサーのグリンジョンズとともに倒れ、元のグリースバンドのドラマーブルースローランドが後任となりました。『ライジング…』のセッション中、マタックスはプロデューサーのグリン・ジョンズと対立し、元グリース・バンドのドラマー、ブルース・ローランドと交代した。『ライジング・フォー・ザ・ムーン』のイギリスでのセールスが芳しくなかったことも士気の低下につながり、メンバーラインナップが相対的に成功したにもかかわらず、ルーカスとドナヒューも1976年のデニーと同様にバンドを脱退した。1978年、デニーは31歳の時に階段から落ちた後の脳内出血で亡くなった。
ローランド、ペッグ、スウォーブリックの3人はアイランド・レコードとの残りの契約上の義務を果たし、もともとスウォーブリックのソロ活動であった『ゴトル・オブ・ギール (Gottle O'Geer)』（1976年）をイギリスでは（フェアポート・コンヴェンションと区別できる）「フェアポート」、アメリカでは「フェアポート・フィーチャリング・デイヴ・スウォーブリック」という名前でを制作し、様々なセッション・プレイヤーを迎え、後にバンドに復帰したサイモン・ニコルがプロデュースを担当した。その後、彼らはヴァーティゴと契約したが、レコードの売り上げは減少し続け、契約していた4枚のアルバムのうち2枚、『ザ・ボニー・バンチ・オブ・ロージズ』（1977年）と『ティプラーズ・テイルズ』（1978年）を制作した後、ヴァーティゴは彼らから契約を買い取った。バンドのメンバーはこれがそれまでの唯一のレコーディング・マネーだったと主張している。

### 1979年-1985年：クロップレディ時代

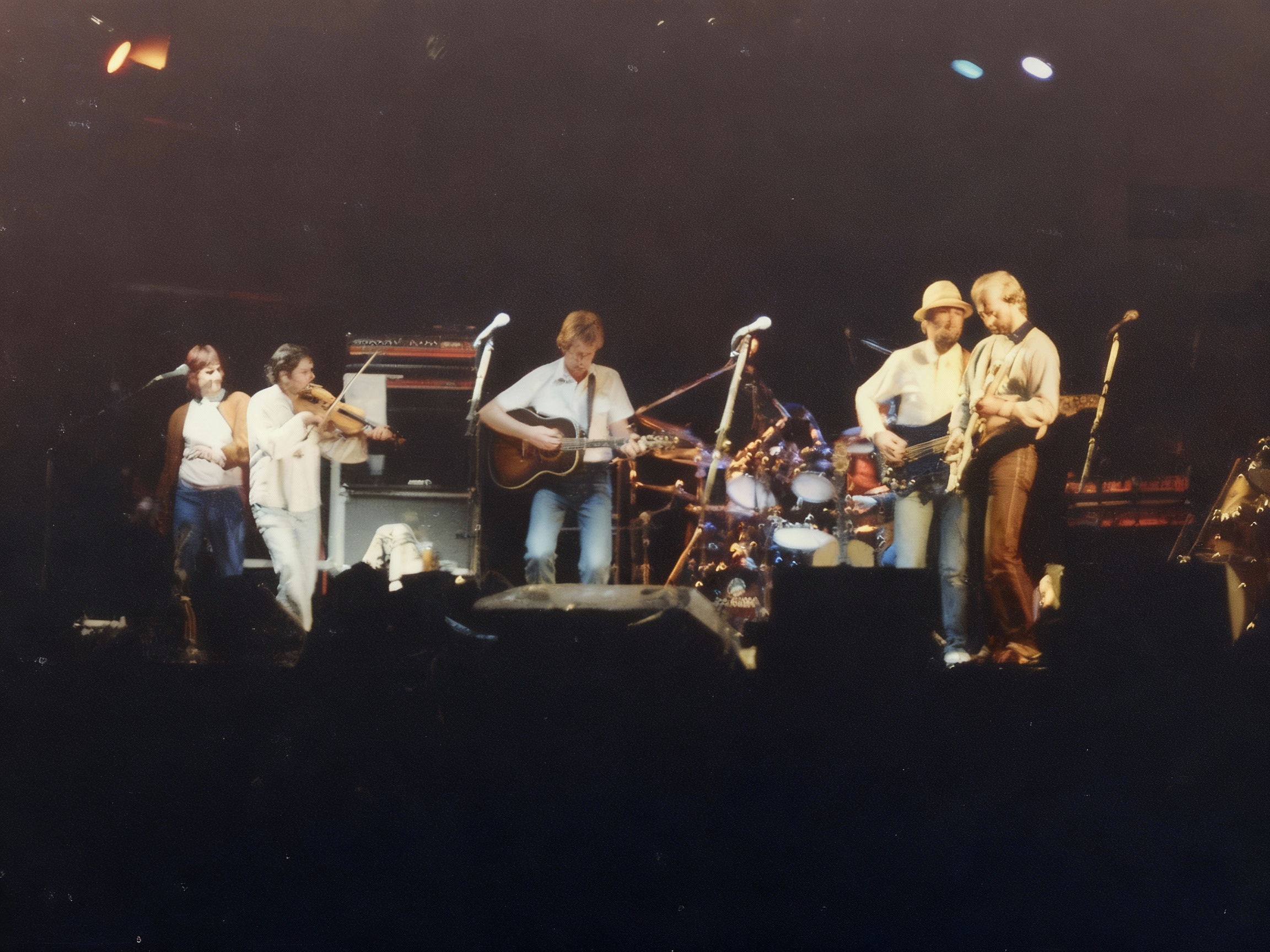
フェアポート・コンヴェンション『ナイン』ラインアップ、クロップレディのステージで再会 1982年

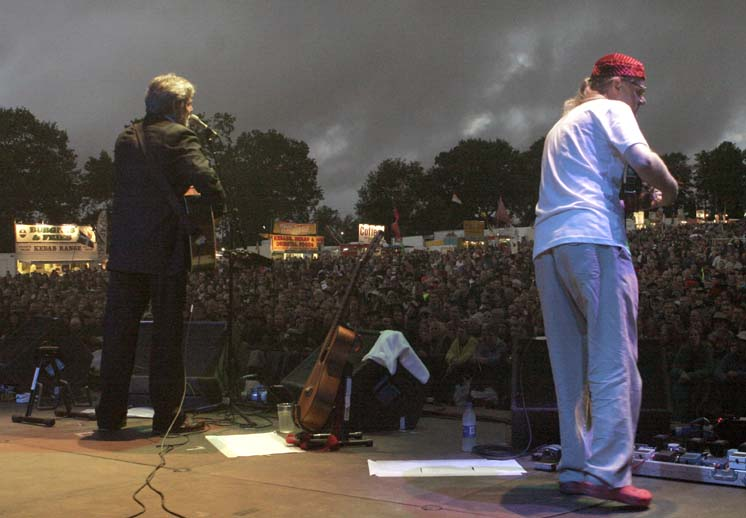
フェアポート・クロップレディ・コンヴェンション2005で舞台に立つフェアポート・コンヴェンションのサイモン・ニコルとリック・サンダース

1979年までにフォークロックの主流市場は大きく消え、バンドはレコード契約を結んでおらず、デイヴ・スウォーブリックは耳鳴りの診断を受けていたため、大音量でのエレクトリック・ギグはますます困難になっていたこともあってフェアポートは解散を決定した。バンドはお別れツアーを行い、最後の野外コンサートを8月4日にデイヴとクリスティン・ペッグが住んでいたオックスフォードシャーの村クロップレディで行った。この機会の最後は、バンドが再会のために集まることを発表することによって緩和された。
このツアーとコンサートのライブ録音をリリースしようとするレコード会社がなかったため、ペッグ夫妻はウッドワーム・レコードを設立し、将来的にはこのレコード会社がバンドの主要な販売先となった。メンバーは時折ギグ、特にヨーロッパ大陸のフェスティバルに参加し続け、1年後、彼らは後に毎年恒例のクロップレディ・フェスティバルとなったクロップレディで再会コンサートを行った。その後数年間で、それは急速に成長し、バンドを維持するための主要なメカニズムとして浮上した。1981年8月、バンドは毎年恒例の再結成コンサートをクロップレディではなくブロートン城で開催した 。
このコンサートは録音され、1982年のアルバム『Moat on the Ledge』としてリリースされた。ペッグ夫妻はクロップレディのコンサートを録音し、「公式ブートレッグ」としてリリースし続けた。これらに加えて、パットニーのハーフ・ムーン(Half Moon)や、グロスター・レジャー・センター(Gloucester Leisure Centre)などのマイナーな場所でのニューイヤー・ギグが行われた。1983年に雑誌『フェアポートファナティックス（後のダーティリネン）』が創刊され、熱心なファン層が引き続き存在することを証明している。
残りのメンバーはバンドの外でそれぞれの生活やキャリアを追求していた。  ニコル、ペッグ、マタックスは1970年代にリチャードとリンダ・トンプソンとレコーディングとともにツアーを行ったことがあり、この時期にもまたレコーディングを行い、1982年のアルバム『Shoot Out the Lights』とツアーに参加して最高潮に達した。  ブルース・ローランズは音楽ビジネスを諦めてデンマークに移住し、その結果、デイヴ・マタークスがフェアポートのギグのドラマーとして復帰した。デイヴ・ペッグはジェスロ・タルに加入した数人のフェアポート・メンバーの中で最初の一人であり、彼は安定した収入を得ていた。
サイモン・ニコルはデイヴ・スウォーブリックとのアコースティック・デュオとして高く評価されていたが、スウォーブリックのスコットランドへの突然の移住の決定によりこのパートナーシップは困難になり、1984年からは彼の新しいプロジェクトであるウィッパーズナッパー(Whippersnapper)に専念するようになった。
1985年に、ペッグ、ニコル、マタックスは、彼ら全員に空き時間とペッグが所有する利用可能なスタジオがあることに気がついた。彼らは1978年に中断していたカタログに新しい曲を追加する必要があると考えた。スウォーブリックが不在だったため、伝統的な曲の選択は過去のアルバムよりも難しく、代わりのフィドル奏者とボーカルが必要だった。ペッグとニコルがインストゥルメンタル・メドレーのアレンジを担当し、バンドはアルビオン・バンドのメンバーであったジャズとフォークのヴァイオリニスト、リック・サンダースとシンガー・ソングライターのキャシー・ルサーフを起用した。彼らはまた、元メンバーのリチャード・トンプソンの助けも借りた。トンプソンとルサーフは曲を提供し、レコーディングに参加した。また、このアルバムに重要な役割を果たしたのはラルフ・マクテルで、彼はニコルとマタックとそれぞれ1曲ずつ曲を提供し、共同で作曲した。以前の「The Hiring Fair」は後のフェアポート(Fairport)のステージの定番となった。
結果として得られたアルバム『Gladys' Leap』（1985年）は一般的に音楽界や全国紙で好評を博したが、1985年のクロップレディ・フェスティバルで新曲の演奏を拒否したスウォーブリックとの間に緊張関係が生まれた。それにもかかわらず、スウォーブリックなしでバンドを改革する決定は、残りの3人のメンバーによって行われた。リック・サンダースがギタリスト、作曲家、編曲家、マルチ・インストゥルメンタル奏者のマーティン・オールコックと共に参加することになった。ニコルは、バリトンの声を伸ばしながら、ボーカルの主な役割を引き継いだ。このラインナップは11年間続くことになり、これまでのバンドの歴史の中で最も長い期間メンバーが安定していた。

### 1986年-1997年：安定期
新しいバンドはイギリスと世界での公演のための多忙なスケジュールを開始し、ニュー・アルバムのための素材を準備した。その結果が全曲インストゥルメンタルの『Expletive Delighted!』（1986年）だった。このアルバムではサンダースとオールコックの妙技が披露されたが、すべてのファンに好評だったわけではなかったかもしれない。オーディエンスの反応が吹き替えられてスタジオで録音されたにもかかわらず、ステージで新しいフェアポートのエネルギーとパワーをなんとかして録音した『In Real Time: Live '87』のレコーディングがあとに続いた。
この期間、バンドはツアーとクロップレディの両方で、ますます多くの聴衆に向けて演奏し、レコーディングの面でも非常に充実していた。フェアポートにはオールコックによる作曲と編曲のスキルがあったが、バンドにソングライターがいないことによって生じたギャップを埋めるために、彼らは現代のフォークシーンで利用できる最も才能のある人のいくつかに目を向けた。その結果は『Red & Gold』（1989年）、『The Five Seasons』（1990年）および『Jewel in the Crown』（1995年）であり、最後の作品は「ここ数年で最も売れている、間違いなく最高のアルバム」と評価された。
この時点でマタックスは他のプロジェクトに忙殺されていたため、バンドはツアーのためにアコースティックなフォーマットにシフトし、1996年にはアンプラグドの『Old New Borrowed Blue』を「Fairport Acoustic Convention」としてリリースした。しばらくの間、4人編成のアコースティック・ラインナップはエレクトリック・フォーマットと並行していた。オールコックがバンドを脱退すると、以前Whippersnapperでスウォーブリックと一緒に働いており、1992年のクロップレディ・フェスティバルでは、リック・サンダースに代わってバンドとの一回限りの共演を果たしていたボーカル、マンドリン、フィドルのクリス・レスリーが代わって参加した。このことは、バンドが再結成してから初めて認められたソングライターがいたことを意味しており、彼は次のアルバム『Who Knows Where the Time Goes?』（1997年）では、特に盛り上がる「John Gaudie」で大きな貢献をした。1997年のクロップレディでの30周年記念フェスティバルの時までに、新しいフェアポートは10年以上存在し、バンドの歴史に重要な一章を提供した。

### 1998年-現在

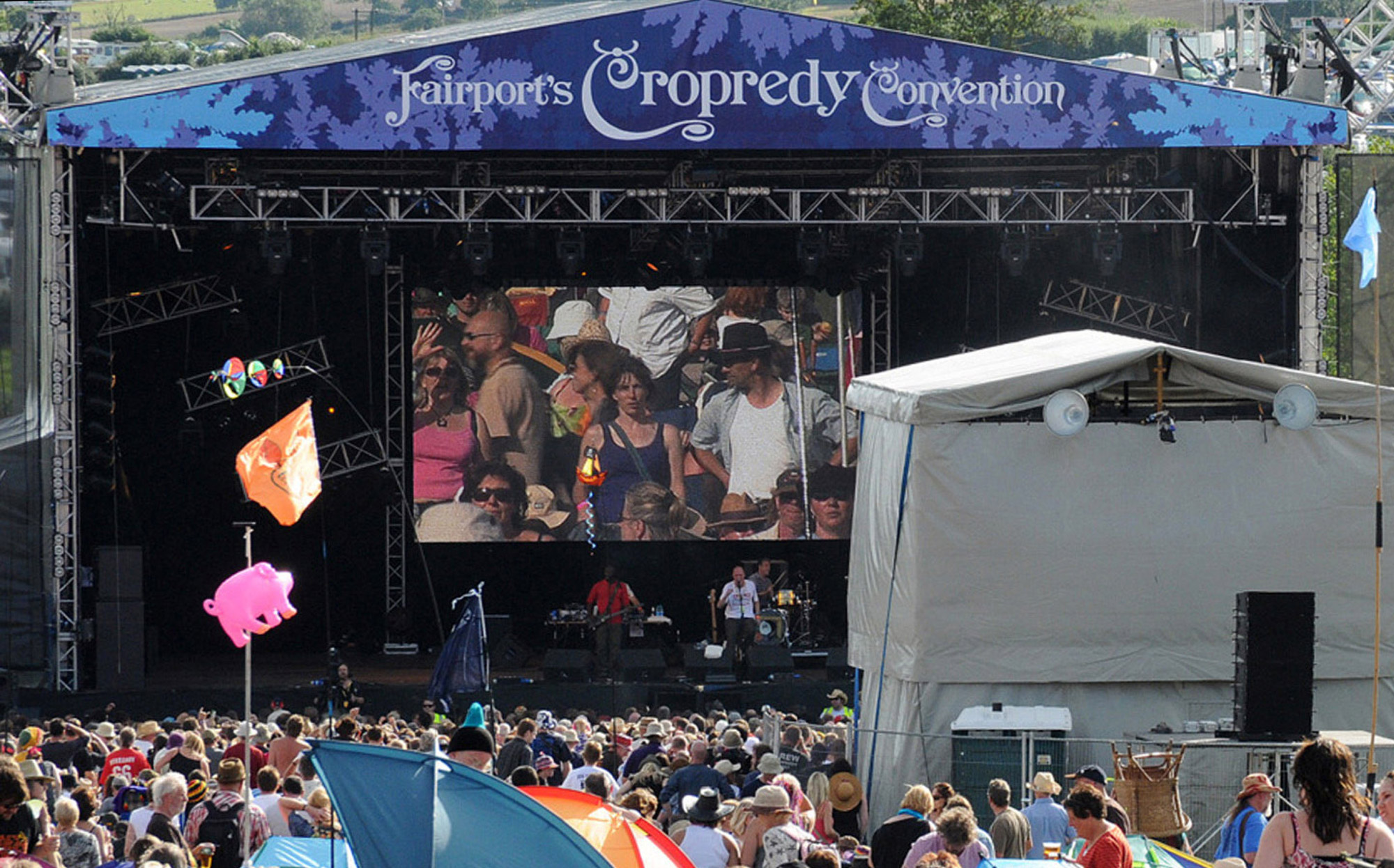
2009年8月、フェアポート・クロップレディ・コンヴェンションのステージ

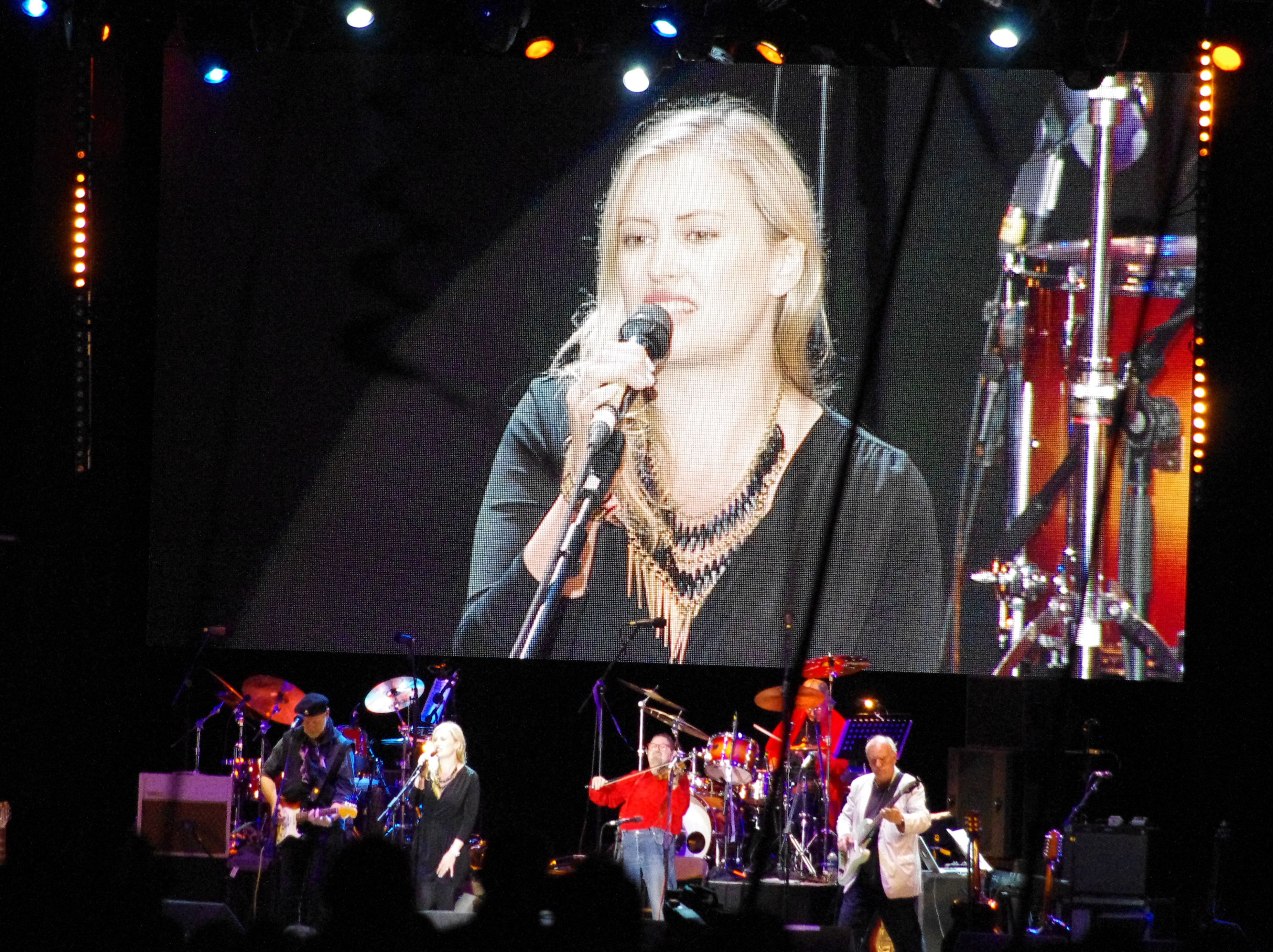
カミ・トンプソンとフェアポート・コンヴェンション、2012年

1998年にはデイヴ・マタックスがアメリカに移り、ドラムとパーカッションはジェリー・コンウェイが引き継いだ。フェアポートはウッドワーム・レコード向けにさらに2つのスタジオアルバム『The Wood and the Wire』（2000年）と『XXXV』（2002年）を制作した。その後、『Over the Next Hill』（2004年）のために、新レーベルマッティ・グローヴス・レコードを設立した。この期間、バンドはイギリス、ヨーロッパ、オーストラリア、ヨーロッパ、アメリカ、カナダで大規模なツアーを行い、バーミンガム・シンフォニー・ホールでデイヴ・スウォーブリック（の闘病の）ための大規模な募金活動を行った。1998年、バンドのメンバーはブルトンのミュージシャン、アラン・サイモンと交流をし始めた。フェアポートのメンバー（主にニコルとレスリー）は、他の多くのメンバーと協力して、『エクスカリバー三部作』(en))（1998年、2007年、2010年）、『アンヌ・ド・ブルターニュ』(en)（2008年）を含むサイモンのロック・オペラの全作品に出演し、レコーディングに参加している。
2007年は彼らの40周年の年であり、それを記念してニュー・アルバム『Sense of Occasion』がリリースされた。2004年にフェアポート・クロップレディ・コンヴェンションと改名されたクロップレディでは、デイヴ・スウォーブリック、アシュリー・ハッチングス、デイヴ・マタックス、サイモン・ニコル、リチャード・トンプソンの1969年のメンバーと、サンディ・デニーの代役としてシンガー・ソングライターのクリス・ホワイルが参加し、アルバム『リージ・アンド・リーフ』の全曲をライブで披露した。『リージ・アンド・リーフ』のパフォーマンスではないが、フェスティバルの映像が祝賀DVDの一部としてリリースされた。
バンドの最初の公式YouTubeビデオは2008年4月に公開された。このDVDのために撮影された映像を編集した9分間のミニ・ドキュメンタリーには、Lulu、Jools Holland、Seth Lakeman、Mike Harding、Geoff Hughes および Frank Skinnerのインタビューが含まれている。
2011年、バンドは4年ぶりの新作アルバム『Festival Bell』をリリースした。これに続いて2012年には、1971年にリリースされたアルバム『ババコム・リー』を再訪した2011年のツアー中に録音されたライヴ音源『Babbacombe Lee Live Again』がリリースされた。2012年、バンドがファンとの間で行った謎の協議と投票によって決定された、レパートリーの中で最も人気のある曲をスタジオで再構築した『By Popular Request』もリリースされた。2020年現在もバンドは作曲とレコーディングを続けており、定期的に新しいスタジオ・アルバムを制作しており、直近では2015年の『Myths and Heroes』、2017年の『50:50@50』および 2020年の『Shuffle and Go』がリリースされている。同年、紅一点だった創設メンバー、ジュディ・ダイブルが死去。
2023年、往年のドラマーであったデイヴ・マタックスが26年ぶりに復帰し、ツアーを再開。

## 一般的な認知度
主流メディアは、フェアポート・コンヴェンションの歴史的重要性を認識するようになってきた。フェアポートは2002年のBBCラジオ2フォーク・アワードで「生涯功労賞」を受賞した。同年、独立系レーベルのフリー・リード・レコードから35年間のキャリアの中での貴重な未発表音源を収録した4枚組のボックスCD『Fairport Unconventional』がリリースされた。2006年のBBCラジオ2フォーク・アワードでは、代表的なアルバム『リージ・アンド・リーフ』がラジオ2のリスナーによって「史上最も影響力のあるフォークアルバム」に選ばれ、賞を受賞した。2007年のBBCラジオ2フォーク・アワードでは、フェアポート・コンヴェンションは故サンディ・デニーとバンドの　"Who Knows Where the Time Goes?" に対して「Favourite Folk Track Of All Time」で賞を受賞した。

## メンバー

### 現ラインナップ
- サイモン・ニコル (Simon Nicol) - ギター、リードボーカル（1967年 - 1971年、1976年 - 現在）
- デイヴ・ペッグ (Dave Pegg) - ベース、バックボーカル（1970年 - 現在）
- リック・サンダース (Ric Sanders) - フィドル、キーボード（1985年 - 現在）
- クリス・レスリー (Chris Leslie) - フィドル、マンドリン、ブズーキ、バックボーカル（1997年 - 現在）
- デイヴ・マタックス (Dave Mattacks) - ドラム、キーボード、ベース（1969年 - 1972年、1973年 - 1975年、1985年 - 1997年、2023年 - 現在）

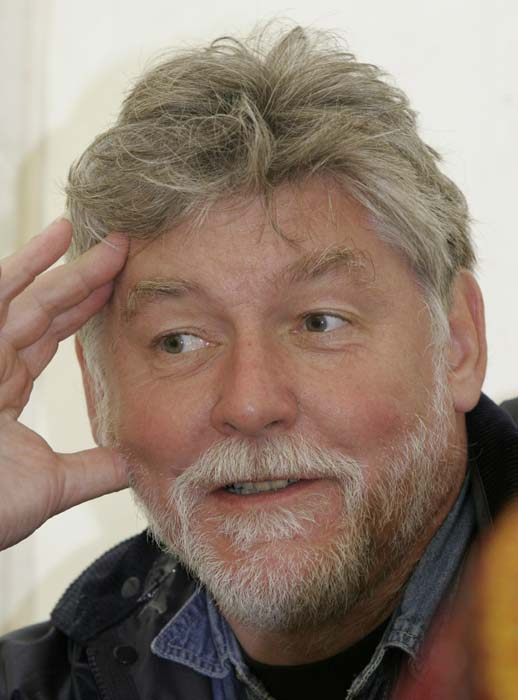
サイモン・ニコル（2005年）
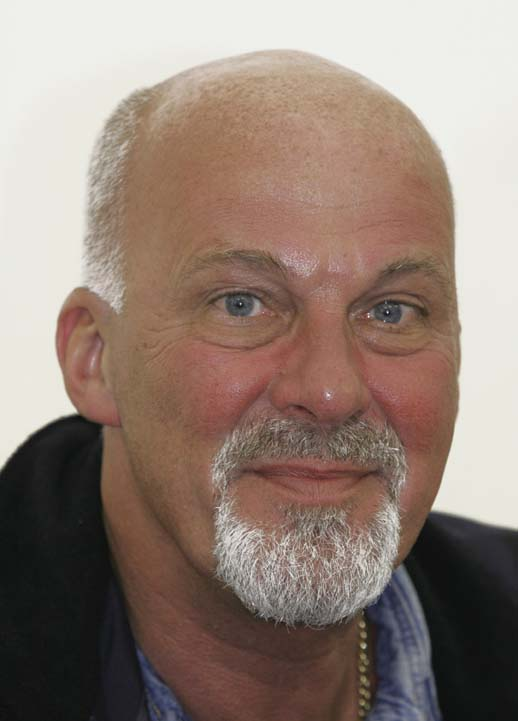
デイヴ・ペッグ（2005年）

### 旧メンバー
- アシュリー・ハッチングス (Ashley Hutchings) - ベース（1967年 - 1969年）
- イアン・マシューズ (Iain Matthews) - ボーカル（1967年 - 1968年）
- ジュディ・ダイブル (Judy Dyble) - ボーカル、オートハープ、ピアノ、リコーダー（1967年 - 1968年）
- ショーン・フラッター ((Shaun Frater) - ドラムス（1967年）
- マーティン・ランブル (Martin Lamble) - ドラムス（1967年 - 1969年）
- リチャード・トンプソン (Richard Thompson) - ギター、ボーカル（1967年 - 1971年）
- サンディ・デニー (Sandy Denny) - ボーカル、ピアノ（1968年 - 1969年、1974年 - 1975年）
- デイヴ・スウォーブリック (David Swarbrick) - フィドル、マンドリン、ボーカル（1969年 - 1984年）
- デイヴィッド・レア (David Rea) - ギター（1972年）
- ジェリー・ドナヒュー (Jerry Donahue) - ギター（1972年 - 1975年）
- トレバー・ルーカス (Trevor Lucas) - ギター、ボーカル（1972年 - 1975年）
- ポール・ウォーレン (Paul Warren) - ドラム（1972年）
- ロジャー・ヒル (Roger Hill) - ギター（1972年）
- トム・ファーネル (Tom Farnell) - ドラム（1972年）
- ブルース・ローランド (Bruce Rowland) - ドラム（1975年 - 1984年）
- ボブ・ブレイディ (Bob Brady) - ピアノ（1976年）
- ダン・ア・ブラース (Dan Ar Braz) - ギター（1976年）
- ロジャー・バリッジ (Roger Burridge) - フィドル（1976年）
- マーティン・アルコック (Maartin Allcock) - ギター、マンドリン、キーボード、ボーカル（1985年 - 1996年）
- ジェリー・コンウェイ (Gerry Conway) - ドラム、パーカッション（1998年 - 2022年）

## ディスコグラフィ

### スタジオ・アルバム
- 『フェアポート・コンヴェンション』 - Fairport Convention（1968年） ※旧邦題『フェアポート・コンヴェンション・デビュー』
- 『ホワット・ウィー・ディド・オン・アワ・ホリデイズ』 - What We Did on Our Holidays（1969年）
- 『アンハーフブリッキング』 - Unhalfbricking（1969年） ※旧邦題『ニュー・フォークの彗星』
- 『リージ・アンド・リーフ』 - Liege & Lief（1969年）
- 『フル・ハウス』 - Full House（1970年）
- 『エンジェル・ディライト』 - Angel Delight（1971年）
- 『ババコム・リー』 - "Babbacombe" Lee（1971年） ※旧邦題『ババクーム・リー』
- 『ロージー』 - Rosie（1973年）
- 『ナイン』 - Nine（1973年）
- 『ライジング・フォー・ザ・ムーン』 - Rising for the Moon（1975年）
- 『ゴトル・オブ・ギール』 - Gottle O'Geer（1976年）
- 『ザ・ボニー・バンチ・オブ・ロージズ』 - The Bonny Bunch of Roses（1977年）
- 『ティプラーズ・テイルズ』 - Tipplers Tales（1978年）
- Gladys' Leap（1985年）
- Expletive Delighted!（1986年）
- Red & Gold（1989年）
- The Five Seasons（1990年）
- Jewel in the Crown（1995年）
- Old New Borrowed Blue（1996年）
- Who Knows Where the Time Goes?（1997年）
- The Wood and the Wire（2000年）
- XXXV（2002年）
- Over the Next Hill（2004年）
- Sense of Occasion（2007年）
- Festival Bell（2011年）
- By Popular Request（2012年）
- Myths and Heroes（2015年）
- 50:50@50（2017年）

### ライブ・アルバム
- 『ライヴ』 - Fairport Live Convention（1974年）
- Live at the L.A. Troubadour （1977年）
- Farewell Farewell（1979年）
- Moat On The Ledge - Live At Broughton Castle（1982年）
- 『ハウス・フル』 - House Full（1986年）
- 『ヘイデイ』 - Heyday（1987年） ※1968年 - 1969年のBBCセッション音源
- 『イン・リアル・タイム』 - In Real Time: Live '87（1987年）
- 25th Anniversary Concert（1994年）
- The Cropredy Box（1998年）
- Cropredy 98（1999年）
- From Cropredy to Portmeirion（2002年）
- The Airing Cupboard Tapes（2002年）
- Cropredy 2002（2002年）
- Before the Moon（2002年）
- The Quiet Joys of Brotherhood（2004年）
- Cropredy Capers: 25 Years of Fairport Convention and Friends at Cropredy Festival（2004年）
- Journeyman's Grace（2005年）
- Acoustically Down Under（2005年）
- Off The Desk（2006年）
- Live at the BBC（2007年）
- Who Knows? 1975（2007年）
- On the Ledge（2007年）
- Live At Cropredy '08（2008年）
- Babbacombe Lee Live Again（2012年）
- Live at the LA Troubadour（2013年） ※live album featuring Sandy Denny issued on the Rising For the Moon Deluxe Edition
- What We Did on Our Saturday（2018年）

### コンピレーション・アルバム
- 『ザ・ヒストリー・オブ・フェアポート・コンヴェンション』 - The History of Fairport Convention（1994年）
- Tour Sampler（1994年） ※英国盤のみ
- Fairport Chronicles（1994年） ※アメリカ盤のみ
- Folk With Poke (Instrumentals And Sloth)（1994年） ※オーストラリア盤
- The Woodworm Years（1994年）
- A Chronicle of Sorts 1967 – 1969（1994年）
- Meet On the Ledge: The Classic Years 1967–1975（1994年）
- Fiddlestix: The Best of Fairport, 1970–1984（1994年）
- Some of Our Yesterdays（2008年）
- Fairport Convention（2008年）
- Then & Now 1982 – 1996: The Best of Fairport Convention（2008年）
- Rhythm Of The Times (1985–1990)（2008年）
- Shines Like Gold（2008年）
- Across the Decades（2008年）
- The Classic Collection（2008年）
- Fame and Glory（2008年）
- The Essential Fairport Convention: Who Knows Where The Time Goes?（2008年）